# Comuna Ronneby
Ronneby (Ronneby kommun) este o comună din comitatul Blekinge län, Suedia, cu o populație de 27.871 locuitori (2013).

## Geografie

### Zone urbane
Lista celor mai mari zone urbane din comună (anul 2015) conform Biroului Central de Statistică al Suediei:
| Nr | Zona urbană                    | Pop.   |
| -- | ------------------------------ | ------ |
| 1  | Ronneby                        | 12.612 |
| 2  | Kallinge                       | 4.664  |
| 3  | Bräkne-Hoby                    | 1.708  |
| 4  | Listerby                       | 966    |
| 5  | Johannishus                    | 766    |
| 6  | Ronnebyhamn                    | 749    |
| 7  | Bökenäs, Korsanäs și Kuggeboda | 447    |
| 8  | Spjälkö și Saxemara            | 429    |
| 9  | Backaryd                       | 386    |
| 10 | Eringsboda                     | 275    |

## Demografie
| \| Evoluția demografică în comuna Ronneby, 1970–2015 \| Evoluția demografică în comuna Ronneby, 1970–2015 \| Evoluția demografică în comuna Ronneby, 1970–2015 \| Evoluția demografică în comuna Ronneby, 1970–2015 \| Evoluția demografică în comuna Ronneby, 1970–2015 \| \| ----------------------------------------------------------------------------------------------------- \| ------------------------------------------------- \| ------------------------------------------------- \| ------------------------------------------------- \| ------------------------------------------------- \| \| An \| \| \| Locuitori \| \| \| 1970 \| 1970 \| \| 29 714 \| 29 714 \| \| 1975 \| 1975 \| \| 30 368 \| 30 368 \| \| 1980 \| 1980 \| \| 30 159 \| 30 159 \| \| 1985 \| 1985 \| \| 29 382 \| 29 382 \| \| 1990 \| 1990 \| \| 28 905 \| 28 905 \| \| 1995 \| 1995 \| \| 29 256 \| 29 256 \| \| 2000 \| 2000 \| \| 28 634 \| 28 634 \| \| 2005 \| 2005 \| \| 28 358 \| 28 358 \| \| 2010 \| 2010 \| \| 28 254 \| 28 254 \| \| 2015 \| 2015 \| \| 28 697 \| 28 697 \| \| Sursa: SCB - Statistika Centralbyrån, Folkmängd efter region, civilstånd, ålder och kön. År 1968–2016 \| \| \| \| \| |      |  |           |        |
| Evoluția demografică în comuna Ronneby, 1970–2015 |      |  |           |        |
| An |      |  | Locuitori |        |
| 1970 | 1970 |  | 29 714    | 29 714 |
| 1975 | 1975 |  | 30 368    | 30 368 |
| 1980 | 1980 |  | 30 159    | 30 159 |
| 1985 | 1985 |  | 29 382    | 29 382 |
| 1990 | 1990 |  | 28 905    | 28 905 |
| 1995 | 1995 |  | 29 256    | 29 256 |
| 2000 | 2000 |  | 28 634    | 28 634 |
| 2005 | 2005 |  | 28 358    | 28 358 |
| 2010 | 2010 |  | 28 254    | 28 254 |
| 2015 | 2015 |  | 28 697    | 28 697 |
| Sursa: SCB - Statistika Centralbyrån, Folkmängd efter region, civilstånd, ålder och kön. År 1968–2016 |      |  |           |        |